# Gus Frerotte
Gustave Joseph Frerotte, detto Gus (Kittanning, 31 luglio 1971), è un ex giocatore di football americano statunitense che ha giocato nel ruolo di quarterback nella National Football League (NFL). Fu scelto nel corso del settimo giro (251º assoluto) del Draft NFL 1994 dai Washington Redskins. Al college giocò a football alla Tulsa University.

## Carriera professionistica

### Washington Redskins
Frerotte fu scelto nel settimo giro del Draft 1994 dai Washington Redskins; in precedenza nello stesso draft, i Redskins avevano selezionato Heath Shuler come terza scelta assoluta. A partire dalla stagione successiva però, Frerotte divenne il quarterback titolare a causa degli infortuni di Shuler e le sue difficoltà ad adattarsi al gioco tra i professionisti. Frerotte conservò il ruolo da titolare fino al 1998, venendo convocato per il Pro Bowl dopo la stagione 1996.

### Detroit Lions
Nel 1999, Gus giocò per i Detroit Lions, come riserva di Charlie Batch. Frerotte finì col partire titolare per i Lions nei playoff a causa degli infortuni di Batch; i Lions persero al primo turno coi Redskins, l'ex squadra di Frerotte, 27-13.

### Denver Broncos
Nel 2000, Frerotte partì come titolare per i Denver Broncos dopo che Brian Griese si infortunò e guidò la squadra ai playoff, perdendo nel primo turno contro i futuri vincitori del Super Bowl, i Baltimore Ravens. Rimase ai Broncos anche nella stagione successiva, giocando come riserva.

### Cincinnati Bengals
Il quarterback si unì ai Cincinnati Bengals nel 2002, conquistando dopo tre gare il posto di titolare ai danni di Jon Kitna, sotto la direzione di Dick LeBeau che sarebbe stato licenziato di lì a poco. La sua giocata più nita coi Bengals fu contro i Cleveland Browns il 15 settembre: Frerotte, tentando di evitare un tentativo di sack di Orpheus Roye, lanciò il pallone con la mano sinistra (Frerrotte non era mancino) subendo un intercetto da Kenard Lang, che ritornò il pallone per 71 yard per i Browns.

### 2003-2007: Vikings, Dolphins e Rams
Nel 2003 e 2004, Frerotte fu la riserva di Daunte Culpepper ai Minnesota Vikings. Vinse entrambe le partite quando fu nominato temporaneamente come titolare nel 2003.
Frerotte conquistò il posto di titolare nei Miami Dolphins nel 2005. Disputò 15 gare come partente, guidando i Dolphins a un record di 9-6, lanciando 18 touchdown e 13 intercetti, con un 71,9 di passer rating.
Nel 2006 si unì ai St. Louis Rams come riserva di Marc Bulger. St. Louis svincolò Frerotte dopo due stagioni il 28 febbraio 2008.

### Ritorno ai Vikings
Il 1º aprile 2008 fece ritorno ai Vikings, firmando un contratto biennale del valore di 3,75 milioni di dollari. Fu la riserva di Tarvaris Jackson nelle prime due gare dell'anno. Il 17 settembre 2008, fu nominato titolare per il resto della stagione dal capo-allenatore Brad Childress. Frerotte guidò i Vikingsa un record di 8-3 prima di subire un infortunio alla schiena, portando Jackson a tornare titolare.
Il 30 novembre 2008, Frerotte pareggiò il record NFL per il più lungo passando dalla linea di scrimmage, un touchdown da 99 yard per Bernard Berrian contro i Chicago Bears.
Frerotte espresse interesse per essere il quarterback titolare dei Vikings nella stagione 2009 ma fu svincolato il 27 febbraio 2009, dopo che la squadra aveva acquisito Sage Rosenfels. I Vikings, alla fine, finirono per firmare Brett Favre come loro titolare.

## Vittorie e premi
- Convocazioni al Pro Bowl: 1

1996

## Statistiche
| Yard passate      | 21.291 |
| Touchdown         | 114    |
| Intercetti subiti | 106    |
| Passer rating     | 74,2   |